# 沈世隽
沈世隽（？—？），浙江海宁人，是一名清朝政治人物。
沈世隽曾于乾隆四十六年接替李炜任龙岩州知州一职，乾隆四十六年由刘政楷接任。